# 榆次话
榆次话是山西省榆次的晋语并州片方言，有五个声调。由于受到普通话及其他方言的影响程度不同，当今的榆次话大致上有新派和老派两种差异较大的音系（介于二者之间的各种中间形态的榆次话也同时存在），二者之间在通话上并无太大障碍，老派榆次话相对上保留更多榆次方言的本来面貌。本条目所描述的特征皆以老派为例。如今，榆次话有迅速为普通话同化和取代的趋势。

## 语音

### 声母
榆次话有21个声母（包含零声母），与北方官话不同的主要有以下几点：
- 1，榆次话无卷舌声母，有/v/和/z/及/ŋ/等声母；
- 2，古全浊塞音擦塞音平声字今均白读为不送气声母，如：长/ʦɒ/、疼/təŋ/、钱/ʨie/；
- 3，古禅崇船邪母平声字，在今榆次话白读中均为擦音声母，如：尝/sɒ/、唇/suŋ/、祠/sɿ/；
- 4，部分生母书母平声字，白读为擦塞音声母，如：双/ʦʰuɒ/、输/ʦʰu/等；
- 5，见系开口二等字白读时腭化，如：耕/ʨie/、隔/ʨiaʔ/等；
- 6，精心从邪合口三等字的腭化；
- 7，k、kʰ、ŋ等声母可与细音相拼，如：我/ŋie/、哥/kie/、革/kiaʔ/、看/kʰie/等；
- 8，鼻音声母带有同部位的塞音声母

#### 声母系统
| p  | 巴布北盆 | pʰ  | 旁铺怕泼   | m | 棉妹门木 | f | 冯富父伏 | v | 文外碗物 |
| t  | 低杜动旦 | tʰ  | 天糖套透   | n | 怒闹年纳 |   |          | l | 里脸泪列 |
| ts | 住止张重 | tsʰ | 瓷此处出   |   |          | s | 死伤树湿 | z | 人忍让如 |
| tɕ | 挤鸡据甲 | tɕʰ | 妻起犬曲甲 |   |          | ɕ | 西戏孝席 |   |          |
| k  | 钢古柜国 | kʰ  | 康苦库客   | ŋ | 我昂安岸 | x | 海猴货活 |   |          |
| ø  | 儿野玉约 |     |            |   |          |   |          |   |          |

### 韵母
榆次话有31个韵母，与普通话相差较大，主要有以下几个特点：
- 1，单元音化：效摄字主元音单元音化为/ɔ/，如“毛”“桃”等字的韵母为单元音，大致相当于英语中hot的元音，开口更小；
- 2，鼻音尾韵母的纯口音化：咸山摄口音化为/ɛ/、/ᴇ/，曾梗通摄鼻韵尾白读省略；宕江摄韵母口音化为/ɒ/
- 3，有相当数量的山摄开口一等韵见系字和个别蟹摄果摄开口一等韵见系字读细音的现象，如：干、甘、赶/kie/、看/k'ie/、哥/kie/、我/ŋie/等。
- 4，保留入声韵母：榆次话有喉塞音尾的入声韵母。

#### 韵母系统
| ɒ  | 巴帮沙尝 | iɒ  | 加江假梁 | uɒ  | 化霜广壮 |     |          |
| ɛ  | 板旦砍旱 |     |          | uɛ  | 川欢恋酸 |     |          |
| ɔ  | 毛刀老牡 | iɔ  | 小条苗娇 |     |          |     |          |
| ʌə | 贝微手坡 | iə  | 牛久秋幼 | uə  | 躲坐税伙 |     |          |
| ɿ  | 资知事时 | i   | 眉里井镜 | u   | 布亩务水 | y   | 吕娶醉兄 |
| ər | 耳儿二尔 | ie  | 写县皆   |     |          | ye  | 靴元远捐 |
| ai | 妹卖来改 |     |          | uai | 堆腿怪坏 |     |          |
| əŋ | 门盟问升 | iŋ  | 彬寻心星 | uŋ  | 尊宗困送 | yŋ  | 均军训论 |
| aʔ | 乏八舌博 | iaʔ | 甲结学药 | uaʔ | 夺镯洛说 | yaʔ | 绝缺越阅 |
| ʌʔ | 不十直尺 | iʌʔ | 急一笛鼻 | uʌʔ | 突粥骨律 | yʌʔ | 足俗曲局 |

- aʔ组的喉塞音韵尾较松弛，发音不短促。

### 声调
- 榆次话有五个单字声调：分别为平声11、上声53、去声35、阴入21、阳入54，古上声全浊今归为去声，古上声全清及次浊仍读上声，古入声全清及次浊今归为阴入，古入声全浊归为阳入。

- 连读变调时产生一个新声调45，入声

### 连读变调

#### 叠字词
- 榆次话的叠字词发音特点是：前字促化为入声（主元音弱化為ʌ），后字保留原音节，变调规律：
  - 平声或阴入字相叠，首字促化为阴入声，如：

稀稀ɕiʔ²¹ ɕi¹¹
金金ʨiʌʔ²¹ ʨiŋ¹¹
房房fʌʔ²¹ fɒ¹¹
姑姑kuʔ²¹ ku¹¹
婆婆pʌʔ²¹ pʌə¹¹
絡絡luʌʔ²¹ lua¹¹
窟窟kʰuʌʔ²¹ kʰuʌʔ²¹
- - 上声或阳入字相叠，则前字变阳入，主元音弱化为ʌ，后字变平声（入声字变阴入），如：

粉粉fʌʔ⁵³-⁵⁴ fəŋ⁵³-¹¹
鼻鼻piʌʔ⁵⁴ piʌ⁵⁴-²¹
- - 去声字相叠，则前字变45调入声，主元音弱化为ʌ，后字变上声，如：

豆豆tʌʔ³⁵-⁴⁵ tʌə³⁵-⁵³
柱柱ʦuʔ³⁵-⁴⁵ ʦu³⁵-⁵³

#### 其他
入声字在上声、阳入字前变作45调，如：
热水za²¹-⁴⁵ su⁵³
喝酒xa²¹-⁴⁵ ʨiə⁵³
十五sʌʔ²¹-⁴⁵ u⁵³
七十ʨʰiʌʔ²¹-⁴⁵ sʌʔ⁵⁴

### 变音
同一字词在不同词汇中时，在声母韵母声调等方面可能会有变化，如：
- 我 ŋie⁵³
- 我们 ŋʌʔ⁵³-⁵⁴ məŋ
- 我妈 ŋaʔ⁵³-⁵⁴ mɒ¹¹

### 文白异读
由于历史上直至当代，榆次话都受到共同语（历史上的官话及现代普通话）的不断影响与同化，榆次话产生了较成体系的文白异读系统。一般来说，日常生活用语中多使用白读音，而书面语及新词汇中多使用文读音。而随着时间的推移，白读音和文读音也在不断变化，主要的趋势是白读音逐渐消失，新的文读音逐渐取代老的文读音，文读音逐渐取代白读音。如今，许多字词的白读音已经很少有人使用，趋于消失。

## 词汇

### 名詞
单字名词常使用叠字及儿尾，圪字头等来构词，但多数情况下与单字词在意义或感情色彩上有显著的差别。如：门（子）、门儿、门门，这三个词分别表示“一般意义上的门（如家门，院门，房门等等）”、“抽象的门（如阀门，电门等等）”、“小的门或形状像门的东西（如櫃子的门，鸟笼的门等等）”。榆次话中的叠字词及儿尾词，一般不能随意用单字词替换。
例：
| 单字词（子尾词）                                                                 | 儿尾词 | 叠字词 | 圪头词 |
| -------------------------------------------------------------------------------- | --- | --- | --- |
| 水（通用名词）                                                                   | | 水水（泛指少量的液体，单说“水水”时指洋酒、果汁、汽水等饮料），如“脓水水”、“墨水水”、“胶水水”等。                   | |
| 人                                                                               | | 人人（绘画或工艺品中的人的形象，如“泥人人”、“面人人”、“铁人人”等），泛指影子，如电视不出图像，也可说成是“不出人人” | |
| 嘴                                                                               | | 嘴嘴（茶壶嘴等）                                                                                                   | |
| 布（书面语）                                                                     | 布儿（指布料） | 布布（碎布或抹布等）                                                                                               | |
| 房（通用名词）                                                                   | | 房房（用碎砖等随意搭盖的堆放杂物的小棚子，小房子，犬舍等）                                                         | |
| 刀                                                                               | 刀儿（兵器中的刀、砍人的刀；生活中一般专指厨刀、菜刀等）                                                           | 刀刀（水果刀等）、铅笔刀刀、玻璃刀刀                                                                               | |
| 针（针线、注射用针等）                                                           | | 针针（指钟表的指针），毛衣针针                                                                                     | 圪针，指尖状物，如植物等的刺 |
| 眼（眼睛）                                                                       | | 眼眼（小孔，也可用来形容小孩、小动物等的眼睛）                                                                     | |
| 道（书面语及道路名称中使用，如榆次城内道路名“南马道”）                           | 道儿（泛指道路），走路即“走道儿”                                                                                   | 道道（小巷），也指衣物或装饰中使用的整齐的线形或条形图案；量词，如“脸上有一道道黑”                                 | |
| 蛋                                                                               | | 冰糖蛋蛋（糖块）、玻璃蛋蛋（小孩玩的玻璃球）、羊粪蛋蛋，“蛋蛋”也常用作男孩的乳名                                   | 圪蛋（块状物，如：铁圪蛋（大铁块），或堆积、凝结而成的大的团状物，如毛线等团成解不开的一团也叫圪蛋）；圪蛋蛋（用来指很多的，小圆粒状的较硬物体，如“蔓菁圪蛋蛋”） |
| 鸡、猪、狗、猫、兔、马、牛、羊等（单字词仅用于书面语）                           | 带儿尾后用作指这些动物的一般名词，指这些动物的肉、蛋、奶、皮等时，也要称为“鸡儿蛋”、“猪儿肉”、“牛儿肉”、“羊儿奶”等 | 叠字词形式一般用来指这些动物的幼仔，或是这些动物形象的工艺品等，如动物挂饰等                                       | |
| 梨、杏、桃等（单字词仅用于指这些树或木时，及书面语）                             | 带儿尾后用作指这些水果的一般名词                                                                                   | | |
| 床（卧具，床）                                                                   | | 床床（小凳） | |
| 皮，“牛（儿）皮”，“猪（儿）皮”一般是食物用，皮子一般指皮革，如：这鞋的皮子不赖。 | 凉皮儿，书皮儿 | 皮皮，如：胳膊蹭破些皮皮。物体表面脱落的漆皮等也叫“皮皮”。                                                         | |
| 包子（包裹、包袱等）                                                             | | 包包（小袋、小孩或女士用的手包等）                                                                                 | 圪包（身上因撞伤等而肿起的疙瘩），坟圪包（坟墓的土堆） |
| 线（工程中画的线、针线、毛线等）                                                 | | 线线（线头儿、风筝的线等）                                                                                         | |
| 把（名词）                                                                       | 把儿（车把儿等）                                                                                                   | 把把（柄状物） | |
| 车（子）（“车子”一般专指自行车，“车”一般专指汽车）                               | | 车车（小手推车，或者带轮子的一些小物件）                                                                           | |
| 桌子（八仙桌，大饭桌，写字桌等）                                                 | | 桌桌（小矮桌，茶几等）                                                                                             | |
| 鼻子                                                                             | | 针鼻鼻等 | |
| 花（名词，基本仅用于书面语）                                                     | 花儿（一般名词，泛指各种花卉）                                                                                     | 花花（绘画或工艺品中的花，也用来泛指衣物或装饰中纷繁的图案）                                                       | |
| 帽（书面语使用）                                                                 | 帽儿（一般名词）                                                                                                   | 笔帽帽、螺丝帽帽（螺母）等，也用来指小的帽子或小孩、女子戴的比较可爱的帽子                                         | |

### 動詞
与名词常叠用的情况相反，榆次话的单字動詞不可以直接叠用，而只有形如“说一说”、“眊一眊”等形式的叠用，而双字动词可以直接叠用，如“拾掇拾掇”、“圪老圪老”。另外，单字动词大多可以加“圪”前缀，表示短暂、轻微的动作，形成如“圪坐”、“圪塞”式的动词。

## 内部差异

### 地理差异
榆次境内东西南北各处方言皆与城内有较明显的差异。
- 城西同蒲铁路以西的近郊，郭家堡、使赵等地区，部分效摄细音字有和流摄相合并的现象，如：小=ɕiə⁵³（音同朽）。
- 城区之西北方向多数乡镇（张庆乡北部、使赵、鸣谦等地），“我”字发音为零声母，我=ʌə⁵³。
- 城区以西多数地区深臻增梗等摄较城内话开口略大，鼻韵尾的鼻化色彩较重，如：星=ɕiʌ~¹¹。
- 北山部分地区（沛霖乡一带）平声字调值为22，上声字单字调值为323或434，流摄主元音为ei。
- 城区西南的东阳及修文镇南部（靠近太谷县）一带，有部分書母、生母、日母等的合口字轻唇音化的现象，如：书=fu¹¹，软=ve⁵³。

### 人群差异
在市区一些厂矿单位（以晋华、锦纶及各学校、机关单位等为典型）的40~70后人群间，多流行使用新派榆次话，尤以女性为更多，甚至30后女性也有不小比例的人群讲新派榆次话。
新派与老派之间没有严格的界线，大致上存在着随年龄由老至少逐渐向更接近普通话的方向过渡。
与老派相比，新派榆次话在声母上的变化并不大，只是更趋向于使用文读，而在韵母上，则有很大的异同。

#### 典型的新派榆次话音系

##### 声母
| p  | 巴布北板 | pʰ  | 旁铺怕泼 | m | 棉妹门木 | f | 冯富父伏 | v | 文外碗物 |
| t  | 低杜动旦 | tʰ  | 天糖套透 | n | 怒闹年纳 |   |          | l | 里脸泪列 |
| ts | 住止张中 | tsʰ | 瓷此处出 |   |          | s | 死伤树湿 | z | 人忍让如 |
| tɕ | 挤鸡据甲 | tɕʰ | 妻起犬曲 |   |          | ɕ | 西戏孝席 |   |          |
| k  | 钢古柜国 | kʰ  | 康苦库客 | ŋ | 我昂安岸 | x | 海猴货活 |   |          |
| ø  | 儿野玉约 |     |          |   |          |   |          |   |          |

##### 韵母
| a  | 巴沙八壳 | ia  | 加假劫别 | ua  | 夺化说洛 | ya  | 绝缺越阅 |
| aŋ | 帮尝当张 | iaŋ | 江梁阳强 | uaŋ | 霜广壮黄 |     |          |
| e  | 板旦砍旱 | ie  | 写姐边钱 | ue  | 川欢恋酸 | ye  | 靴元远捐 |
| au | 毛刀老好 | iau | 小条苗娇 |     |          |     |          |
| ei | 贝眉飞给 |     |          | uei | 毁雷谁追 |     |          |
| əɯ | 手走口   | iɯ  | 牛久秋幼 |     |          |     |          |
| ɤ  | 坡可者   |     |          | uɤ  | 火多坐   |     |          |
| ɿ  | 资知事时 | i   | 地比里几 | u   | 布亩务   | y   | 吕娶     |
| ar | 耳儿二尔 |     |          |     |          |     |          |
| ai | 卖来改海 |     |          | uai | 怪坏快踹 |     |          |
| əŋ | 门盟问升 | iŋ  | 彬寻心星 | uŋ  | 尊宗困送 | yŋ  | 均军训论 |
| əʔ | 不十直尺 | iəʔ | 急一笛鼻 | uəʔ | 突粥骨律 | yəʔ | 足俗曲局 |

## 其他

### 方言岛
榆次在历史上一直是移民迁入较多的地区，民国后至今，尤其在1949年以后，更有各地迁来民众定居榆次，境内散步着众多的其他方言的方言岛：
- 冀鲁官话、中原官话
  - 王湖村，清朝至民国，多自山东省移民而来
  - 直隶庄村、北关村，自明朝至1960年代，多自河北省移民而来，现已经拆迁
  - 南关村，已经拆迁
  - 窑上村
- 吴语
  - 经纬厂，上海及周边地区，50年代随企业迁来
- 东北官话
  - 桥西街，70年代前后，随企业迁来
  - 道北西街、正太街、蘊华街附近